# Alessandro Gherardesca
Alessandro Gherardesca (Pisa, 1777 – 14 gennaio 1852) è stato un architetto e ingegnere italiano.

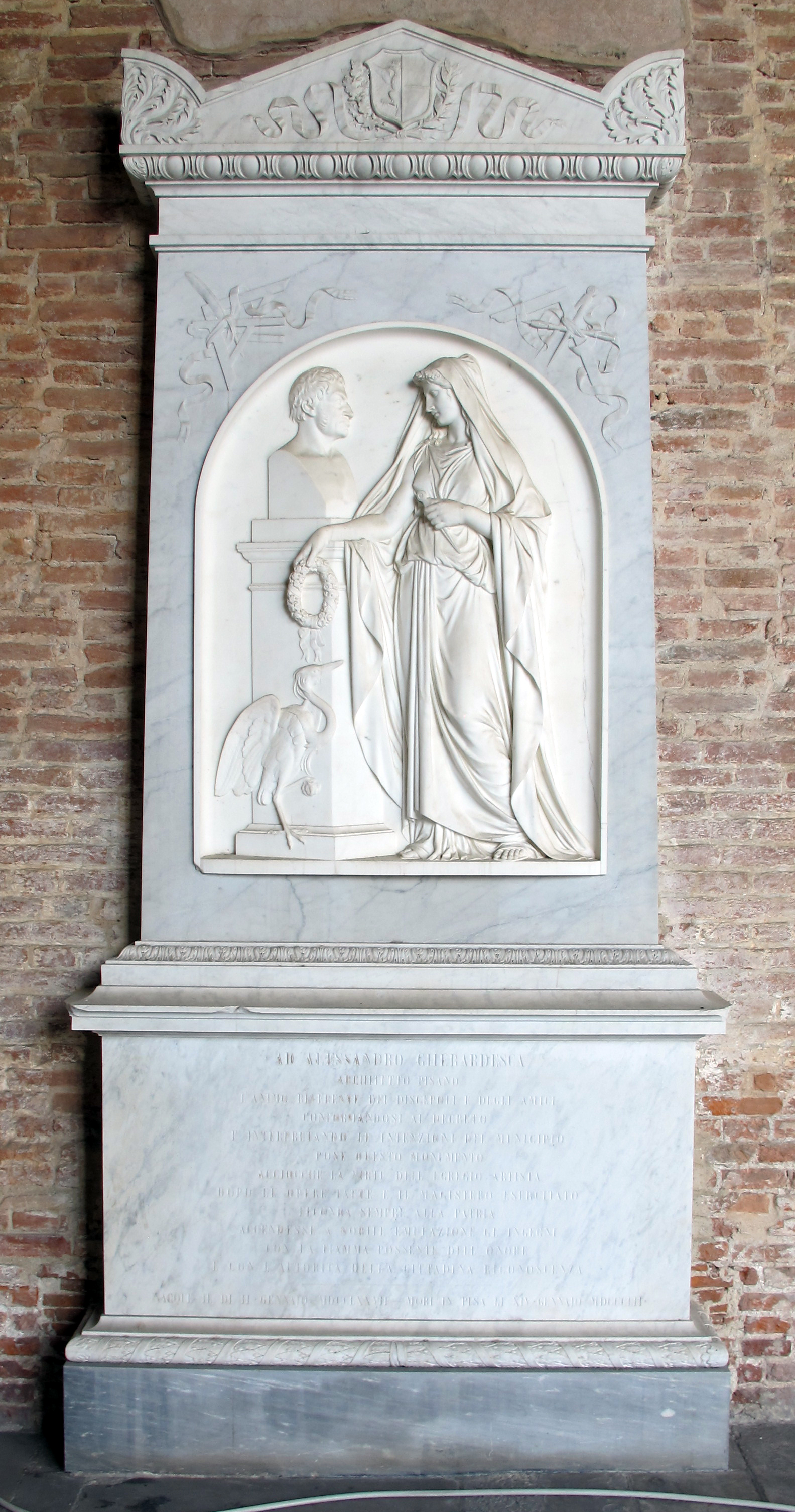
Monumento commemorativo nel Camposanto monumentale di Pisa

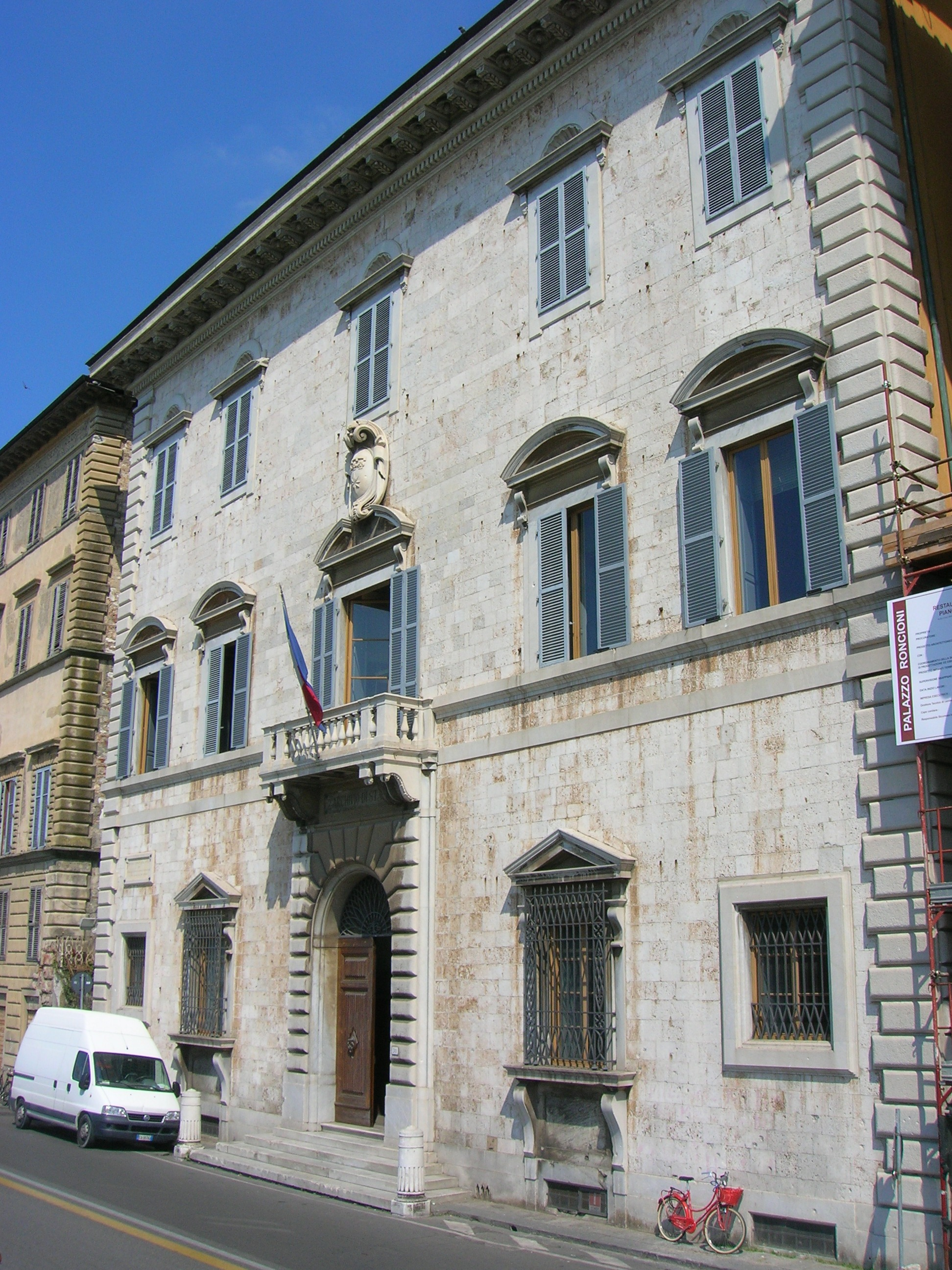
Pisa: il Palazzo Toscanelli

Fu uno dei principali architetti toscani della prima metà del XIX secolo, attivo soprattutto a Pisa e Livorno.

## Biografia

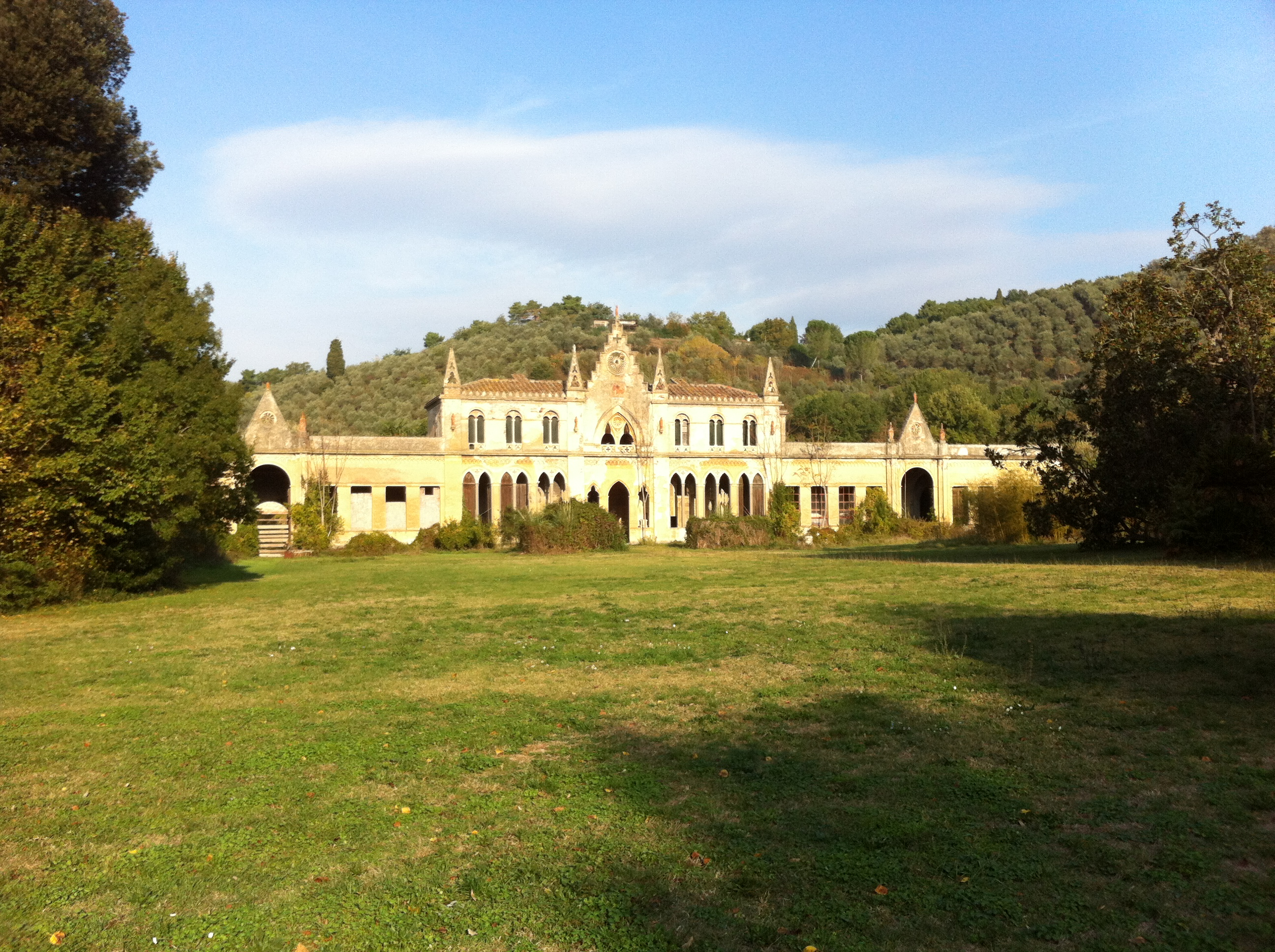
Bigattiera di Villa Roncioni

Figlio del musicista di origini pistoiesi Filippo Maria Gherardeschi, il giovane Alessandro si formò nella propria città natale e a Roma.
Svolse i primi incarichi sotto il dominio francese, quando prestò la sua opera nel Dipartimento dell'Ombrone, nel “Servizio imperiale dei ponti e argini”.
Nel 1821 si sposò con Luisa Curandai, dalla quale ebbe cinque figli.
Intanto, con il ritorno dei Lorena al trono del granducato, la carriera professionale di Gherardesca subì una rapida ascesa: nel 1822 divenne "Ingegnere dell'ufficio generale delle comunità toscane", nel 1826 entrò a far parte dell'Accademia di Belle Arti di Firenze e nel 1827 fu nominato insegnante all'Accademia di Belle Arti di Pisa.
Questa fase coincise con la stesura di diverse pubblicazioni su temi d'architettura, ingegneria, geometria ed agrimensura.
Per circa 15 anni fu "Architetto della Primaziale", ovvero si occupò dei restauri del Duomo di Pisa e, per estensione, di tutti i monumenti della piazza del Duomo gestiti dall'Opera della Primaziale Pisana; inoltre, nel 1839 divenne direttore della "Deputazione delle opere di pubblica utilità ed ornato" di Livorno, l'ente a cui spettava il compito di programmare e seguire la realizzazione delle opere pubbliche della città.
Morì all'età di 74 anni e fu sepolto nel chiostro della chiesa di San Donnino, a Pisa; tuttavia i bombardamenti aerei della seconda guerra mondiale danneggiarono gravemente il convento e la tomba di Gherardesca andò distrutta.
Oggi, presso la ricostruita chiesa, resta solo la lapide sepolcrale di una Maria Lorenzina Zaira, penultima genita di Alessandro.
Ciò nonostante, presso il Camposanto monumentale di Pisa è tuttora visibile un monumento commemorativo all'architetto, realizzato da Emilio Santarelli nel 1853.

## Opere principali

### L'attività a Pisa

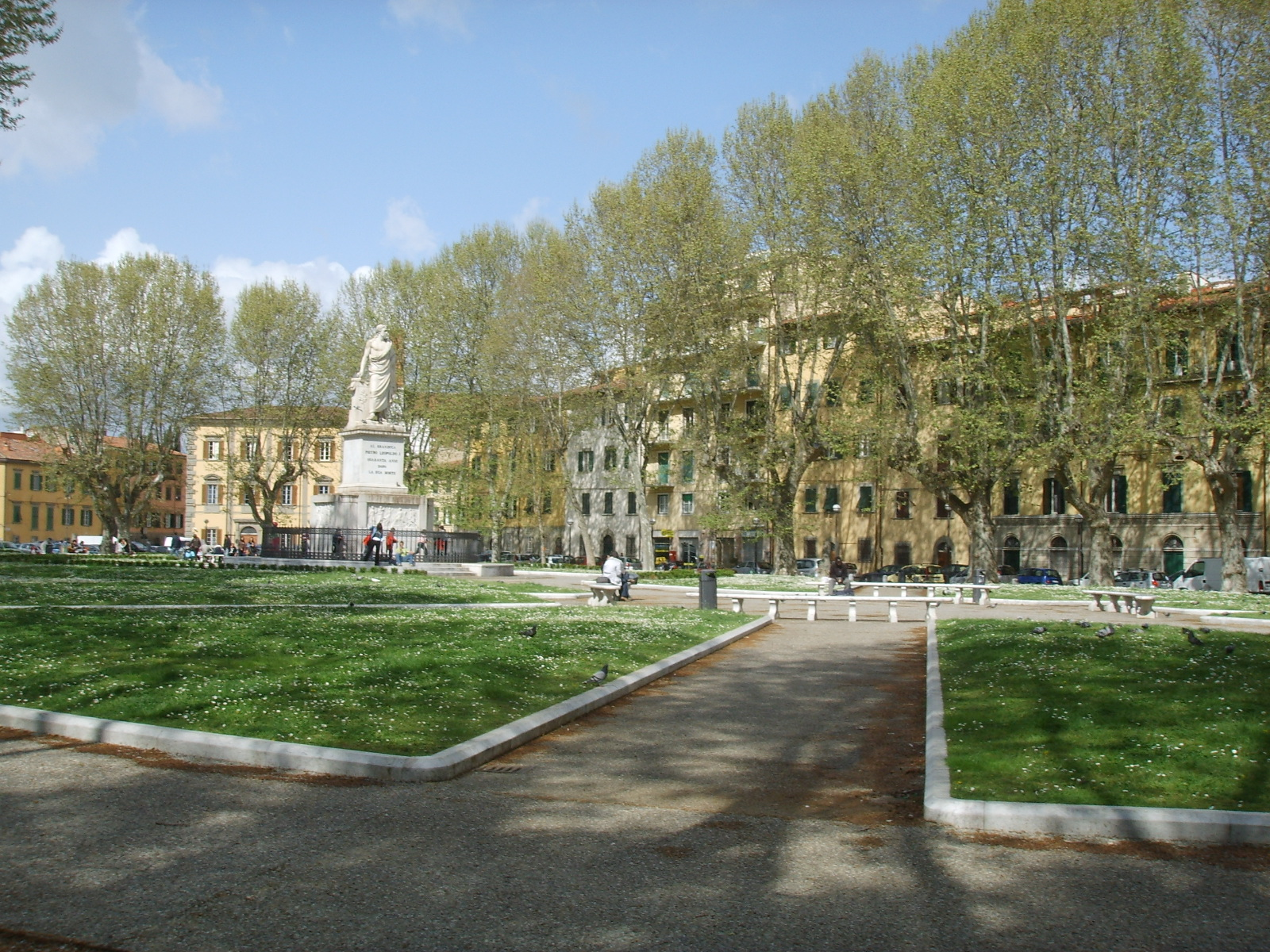
Piazza Santa Caterina, a Pisa

Alessandro Gherardesca fu autore di numerose opere pubbliche nella città di Pisa; tra le prime realizzazioni è doveroso ricordare il progetto per il Teatro Ernesto Rossi (1798), redatto con Antonio Niccolini.
Alcuni anni dopo Gherardesca seguì la sistemazione degli apparati per la Luminara dei lungarni del 1819, posticipata al 13 luglio in occasione della visita in città dell'imperatore Francesco II d'Asburgo-Lorena.
Si occupò poi del complesso restauro di Palazzo Pretorio e della sistemazione della piazza a margine della chiesa di Santa Caterina (completata nel 1835), dove disegnò anche il basamento neoclassico per il monumento a Pietro Leopoldo, con decorazioni di Temistocle Guerrazzi ed Emilio Santarelli.
Tuttavia, nel 1826 fu allontanato dal cantiere di Palazzo Pretorio a causa di prolungate controversie; inoltre l'intervento del Gherardesca fu completamente stravolto intorno agli anni cinquanta del Novecento, quando il palazzo, parzialmente distrutto durante la seconda guerra mondiale, fu ricostruito con profonde modifiche rispetto all'assetto originario.

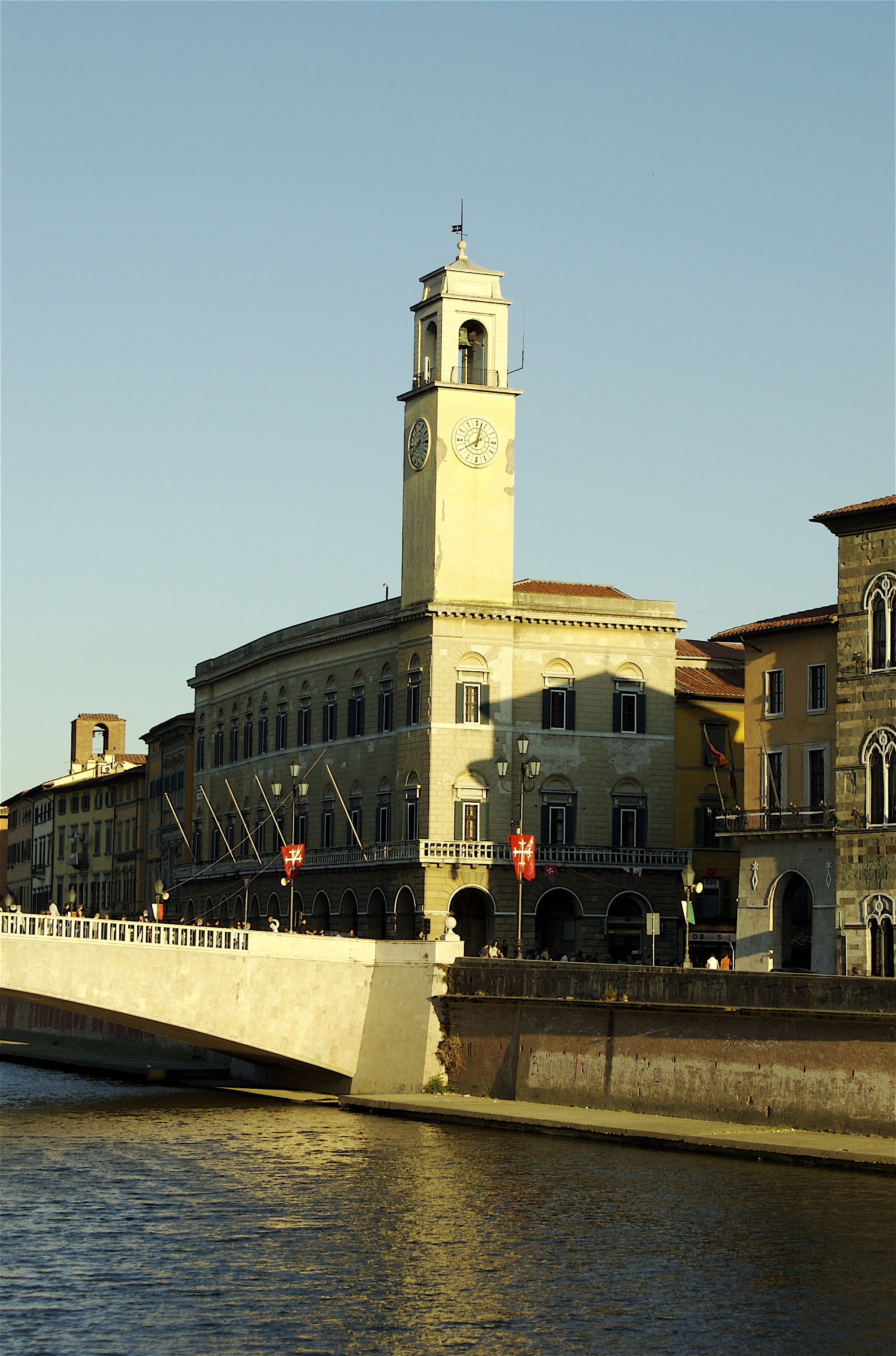
Il Palazzo Pretorio di Pisa

Malgrado le vicende del Palazzo Pretorio, in seguito Gherardesca realizzò la nuova facciata per il Palazzo Prini-Aulla, sul lungarno Pacinotti: l'edificio, caratterizzato da aperture con timpani e cornici, presenta un portale d'ingresso sormontato da un architrave classicheggiante, sul quale è impostato il balcone del piano nobile.
Successivamente, intorno agli anni trenta, eseguì i disegni per la sistemazione del Palazzo Toscanelli, completato nel 1832; particolare attenzione fu riposta nel disegno della facciata, sempre sul lungarno, dove furono inserite cornici in marmo bianco in luogo del precedente apparato decorativo in pietra serena.
Ricevette poi incarico di riorganizzare l'area del Palazzo Franchetti e, tra il 1836 ed il 1838, costruì, in stile neogotico, la nuova residenza capitolare presso la Torre pendente (demolita nel 1863).
Gherardesca si interessò anche al restauro dei monumenti della celebre piazza del Duomo (suo ad esempio è l'isolamento del basamento del campanile del Duomo): demolì alcuni edifici che si trovavano nei pressi della medesima piazza, estendendo l'area del prato anche nella parte di levante e, nel 1841, presentò un progetto per il riassetto dell'intera area, con una riorganizzazione dei percorsi.

### Le ville ed i giardini

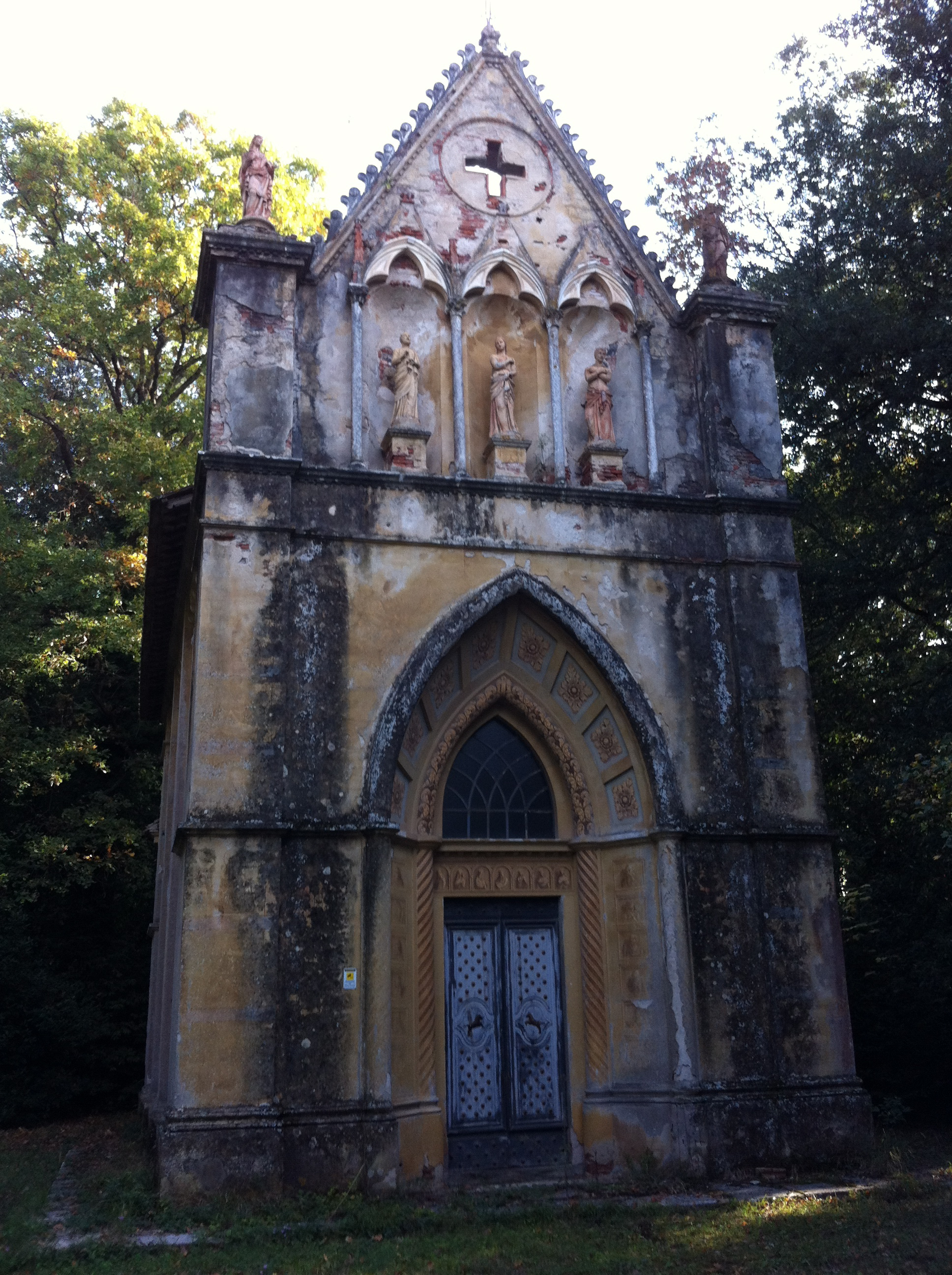
Cappella nel parco di Villa Roncioni

Le ville ed i giardini rappresentano un elemento importante nell'attività professionale di Alessandro Gherardesca.
Le tematiche romantiche del giardino all'inglese e dell'architettura neogotica confluirono, sin dagli anni venti dell'Ottocento, in uno dei suoi progetti più significativi: la Bigattiera di villa Roncioni, nel comune di San Giuliano Terme (PI).
La bigattiera, un edificio a carattere industriale, fu realizzata sotto forma di un'abbazia medioevale nella quale sono riscontrabili i riferimenti alle chiese gotiche pisane di Santa Maria della Spina e Santa Caterina.
Sempre per la Villa Roncioni, nel 1846, realizzò una cappella, ancora neogotica, nella quale impiegò alcuni elementi provenienti da fabbricati medioevali di Pisa; la struttura si rifaceva ad una prima edicola costruita nel giardino della famiglia Veronesi Pesciolini, sempre nella città alfea (1820-1826, oggi pressoché distrutta).
Proprio l'intervento di Gherardesca aveva fatto assumere al parco della famiglia Veronesi Pesciolini la morfologia di un giardino all'inglese: qui, nel 1837 aveva edificato anche il cosiddetto Casino, un fabbricato su due livelli di matrice neoclassica.
L'attività di ristrutturazione delle residenze sparse nel territorio pisano lo portò ad occuparsi anche della Villa Grassi, della Villa Del Lupo (attribuita) e della Villa Riccardi Toscanelli.
A Pistoia, sul finire degli anni venti, invece si interessò alla Villa Puccini di Scornio, dove progettò il Pantheon in stile neoclassico; sempre nella medesima città toscana ricevette l'incarico di disegnare la facciata del Casino De' Rossi, ancora una volta ripiegando su un apparato formale tradizionale.

### L'attività a Livorno

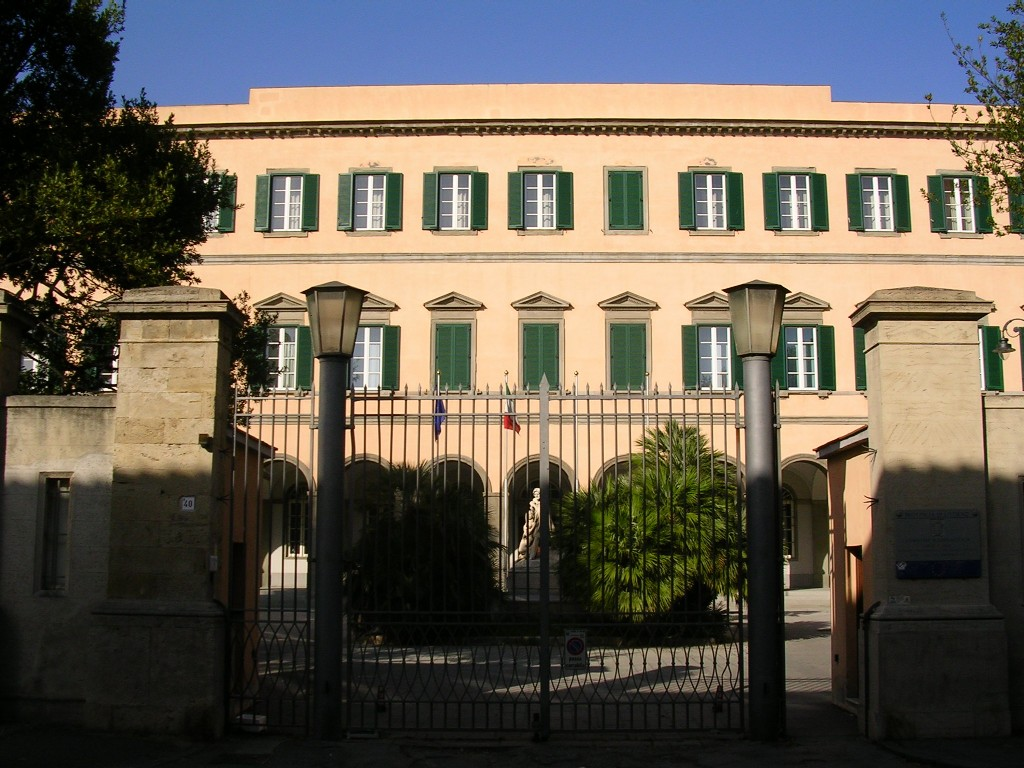
Livorno: la Pia Casa di Lavoro

Il ritorno dei Lorena alla guida del Granducato di Toscana (1814) coincise con un forte sviluppo della città di Livorno, che all'epoca contava oltre 60 000 abitanti, metà dei quali concentrati nei sobborghi sorti intorno alle fortificazioni medicee.
Per far fronte alle esigenze della popolazione venne istituita una commissione per il controllo e la programmazione delle opere di pubblica utilità, guidata inizialmente da Alessandro Manetti.
Alessandro Gherardesca ne assunse la direzione nel febbraio 1839 e tra le prime opere seguite dalla cosiddetta Deputazione si ricorda la costruzione della chiesa di San Giuseppe, disegnata da Giuseppe Puini.
A questo cantiere fece seguito quello della non distante chiesa di Sant'Andrea e dell'adiacente seminario Gavi, opera di Gaetano Gherardi; al Gherardesca si devono ad esempio alcuni rinforzi strutturali nel peristilio del seminario, dove si erano presentate alcune preoccupanti lesioni.
Nel 1842, dopo aver espresso alcuni pareri sulla costruzione del nuovo ospedale di Livorno, progettò il grandioso complesso della Pia Casa di Lavoro, una sorta di Albergo dei Poveri, il cui disegno però fu portato a termine, seppur non interamente, da Angiolo della Valle.
Seguì inoltre la costruzione del Teatro Goldoni, di Giuseppe Cappellini, dove approvò la realizzazione del portico dell'edificio e avanzò dubbi sulla struttura della lanterna proposta in un primo progetto.
Infine approntò alcuni disegni per l'ampliamento della chiesa di San Simone all'Ardenza; i piani, non realizzati, costituirono però un importante punto di riferimento per i successivi lavori svolti nella chiesa.

## L'architettura di Alessandro Gherardesca

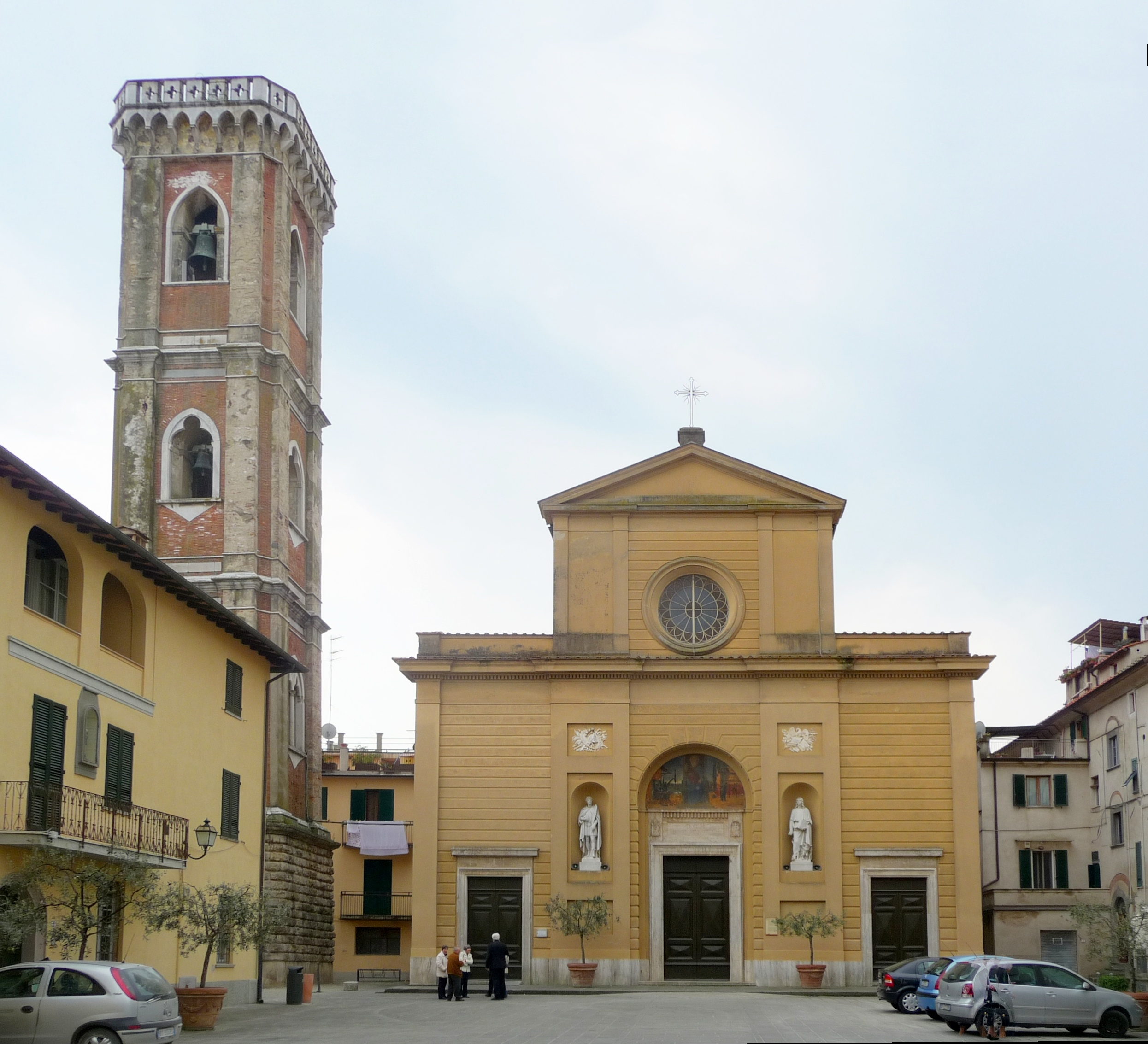
Facciata di San Giovanni Evangelista, a Ponsacco

Alessandro Gherardesca fu equidistante dalle influenze neoclassiche e neogotiche in voga nella prima metà dell'Ottocento.
Strettamente classici, o comunque neorinascimentali, sono i progetti per le opere di pubblica utilità, come il Palazzo Pretorio di Pisa e la Pia Casa di Lavoro di Livorno, in cui si rifece alla tradizione toscana portata avanti anche dai contemporanei Pasquale Poccianti, Luigi de Cambray Digny, Giuseppe Cacialli ed altri.
Il suo stile leggero, fatto di superfici lisce o a bugnato, è riscontrabile anche in alcune architetture religiose, come la chiesa di San Giovanni Evangelista di Ponsacco (costruita tra gli anni venti e trenta del secolo in forme neorinascimentali) e il progetto non realizzato per l'ampliamento della chiesa di Santo Stefano dei Cavalieri a Pisa.
Il neogotico, influenzato dalle costruzioni medievali di Pisa, fu invece lo stile dei restauri ideati per la piazza del Duomo, della Bigattiera di villa Roncioni, della cappella costruita nel parco della medesima villa, dell'edicola del giardino Veronesi Pesciolini e del tabernacolo di Colognole (quest'ultimo risalente al 1831). Un caso particolare viene mostrato nei disegni per la facciata della chiesa del Carmine in Pisa, per la quale il Gherardesca, intorno al 1837, presentò due progetti distinti: il primo di gusto neoclassico ed il secondo di chiara matrice neogotica, ispirato alle architetture medioevali pisane.